# 巴唐·哈久
巴唐·哈久（1968年8月2日—）是一位因為報道南斯拉夫戰爭而被威脅的阿爾巴尼亞裔科索沃記者。

## 早期生涯
哈久於南斯拉夫普里什蒂纳大學主修社會學系，但其學業於1991年因為政府強行關掉大學而被逼中斷。之後，哈久參與了普里什蒂纳的地下學術運動，並繼續進修社會學。完成學業後，哈久便於阿爾巴尼亞語日報《時間》（Koha）中擔任編輯一職。隨後，哈久成為了普里什蒂納日報《日常時間》（Koha Ditore）的總編輯。根據英國報紙《獨立報》指出，《日常時間》在哈久的管理下，成為了阿爾巴尼亞語媒體及科索沃批評家的領導者。

## 1999年威脅
於1999年3月，在北約轟炸南斯拉夫發生前不久，哈久與《日常時間》被塞爾維亞與蒙特內哥羅政府控告其報道違反信息法，並要求他們支付罚款。同年3月23日，《日常時間》的頭版僅僅寫了一句「北約，做就對了」（Nato, Just Do It），並展示了Nike的標語「Just Do It」和其商標，以鼓勵北約進行轟炸南斯拉夫的行動。
作為報復，政府軍隊當晚便燒毀了《日常時間》的辦公室，並殺死了一位守衛。之後，《日常時間》的律師被殺，而北約亦誤報哈久已被殺死。可是，哈久實際上因躲在一個地下室裡而逃過一劫。當時，他躲在地下室裡足足一個星期之久，且只有蘋果和水充飢。期間，他更聽到CNN報道自己的死訊。事後，他指出自己當時「與死亡的距離有如皮膚與骨骼的距離」。
同年4月2日，政府軍士兵命令哈久所有鄰里離開自己的居所，以找出哈久。因此，哈久說服了一名攜著兒子的母親讓他假裝為她的丈夫，以避過追捕。四天後，當哈久仍然嘗試逃至馬其頓時，他逃跑的消息被傳開了。因此，阿爾巴尼亞政治家亞賓·薩費尼派遣了一隊人員去拯救哈久脫離科索沃。當哈久到達阿爾巴尼亞後，他便繼續其於《日常時間》的工作。
於1999年10月，哈久回到科索沃。在那個月內，科索沃解放軍的領導人哈辛·塔奇指控了哈久和出版者維頓·蘇羅伊配合南斯拉夫總統斯洛博丹·米洛舍維奇，稱他們為“親塞爾維亞的吸血鬼”，並指出「像他們這樣的人......本身應該認識到，有朝一日，他們可能成為一些個人恩怨的目標，而這是可以理解。因此，維頓·蘇羅伊和巴唐·哈久，這些普通的黑手黨成員，不應該逍遙法外」。儘管受到威脅，《日常時間》仍然堅持出版。同年，哈久獲保護記者委員會頒發国际新闻自由奖。

## 後期生涯
哈久之後成為了《科索沃快報》的編輯。於2008年7月，在拉穆什·哈拉迪納伊戰爭罪審訊期間，哈久因於一篇報道中揭示了受保護證人的名稱，而被前南斯拉夫问题国际刑事法庭以藐視法庭罪罰款1萬美元。哈久之後對判決提出上訴，但法官指出他的要求超出了允許範圍，並駁回上訴。

## 個人生活
哈久擁有一位妻子及两個兒子。

## 外部連結
- 《日常時間》 （页面存档备份，存于）